# Regiones de desarrollo de Rumania

Mapa de las regiones de desarrollo

Las regiones de desarrollo de Rumanía (Regiunile de dezvoltare ale României) refieren a las ocho divisiones regionales creadas en Rumanía en 1998 con el fin de coordinar mejor el desarrollo regional a medida que Rumania avanzaba hacia la adhesión a la Unión Europea. Las regiones de desarrollo corresponden a las divisiones de nivel NUTS II en los Estados miembros de la Unión Europea. A pesar de ser cada vez más importantes en los proyectos de desarrollo regional, las regiones de desarrollo de Rumania en realidad no tienen un estatus administrativo y no tienen un consejo legislativo o ejecutivo o un gobierno. Más bien, cumplen la función de asignar fondos PHARE de la Unión Europea para el desarrollo regional, así como para la recopilación de estadísticas regionales. También coordinan una serie de proyectos de desarrollo regional y se convirtieron en miembros del Comité de las Regiones cuando Rumanía se unió a la UE el 1 de enero de 2007.

## Lista
Hay 8 regiones de desarrollo en Rumania, que (con la excepción de București-Ilfov) se nombran por su posición geográfica en el país:
- RO1 - Macrorregión 1:
  - Nord-Vest - RO11; 6 distritos; 2.600.132 habitantes; 34.159 km²
  - Centru - RO12; 6 distritos; 2.360.805 habitantes; 34.082 km²
- RO2 - Macrorregión 2:
  - Nord-Est - RO21; 6 distritos; 3.302.217 habitantes; 36.850 km²
  - Sud-Est - RO22; 6 distritos; 2.545.923 habitantes; 35.762 km²
- RO3 - Macrorregión 3:
  - Sud-Muntenia - RO31; 7 distritos; 3.136.446 habitantes; 34.489 km²
  - București-Ilfov - RO32; 1 distrito y Bucarest; 2.272.163 habitantes; 1811 km²
- RO4 - Macrorregión 4:
  - Sud-Vest Oltenia - RO41; 5 distritos; 2.075.642 habitantes; 29.212 km²
  - Vest - RO42; 4 distritos; 1.828.313 habitantes; 32.028 km²

## Economía
|                  | 2006                  | 2006         | 2006                | 2006             | 2006                          | 2016                  | 2016         | 2016                        | 2016             | 2016                          |
| Región (NUTS)    | Total (millones de €) | € per cápita | PPA (millones de €) | PPA € per cápita | % de Media de la UE PIB (PPA) | Total (millones de €) | € per cápita | PPA (millones de €) en 2014 | PPA € per cápita | % de Media de la UE PIB (PPA) |
| Rumania          | 98.419                | 4.500        | 196.999             | 9.200            | 38                            | 169.771               | 8.600        | 301.801                     | 17.000           | 58                            |
| ---------------- | --------------------- | ------------ | ------------------- | ---------------- | ----------------------------- | --------------------- | ------------ | --------------------------- | ---------------- | ----------------------------- |
| Nord-Vest        | 11.675                | 4.200        | 23.370              | 8.700            | 36                            | 19.519                | 7.600        | 34.001                      | 14.300           | 51                            |
| Centru           | 11.335                | 4.500        | 22.689              | 9.100            | 37                            | 18.761                | 8.000        | 33.349                      | 15.800           | 54                            |
| Nord-Est         | 10.787                | 2.900        | 21.591              | 5.900            | 24                            | 17.081                | 5.300        | 30.912                      | 10.400           | 36                            |
| Sud-Est          | 11.051                | 3.800        | 22.119              | 7.900            | 32                            | 18.159                | 7.400        | 34.020                      | 14.600           | 52                            |
| Sud-Muntenia     | 12.482                | 3.800        | 24.985              | 7.700            | 31                            | 20.583                | 6.800        | 36.630                      | 14.200           | 46                            |
| București-Ilfov  | 22.946                | 9.900        | 45.931              | 21.100           | 86                            | 46.994                | 20.500       | 81.267                      | 40.400           | 139                           |
| Sud-Vest Oltenia | 8.138                 | 3.600        | 16.290              | 7.200            | 29                            | 12.451                | 6.300        | 22.677                      | 12,400           | 42                            |
| Vest             | 9.940                 | 5.300        | 19.897              | 10.500           | 43                            | 16.081                | 8.900        | 28.698                      | 17.600           | 60                            |